# Gmina Fremont (hrabstwo Clarke)

Położenie Gminy Fremont w hrabstwie Clarke

Gmina Fremont (ang. Fremont Township) – gmina w USA, w stanie Iowa, w hrabstwie Clarke. Według danych z 2000 roku gmina miała 507 mieszkańców, a jej powierzchnia wynosi 93,99 km².